# احشام (پارسیان)
احشام در گذشته روستای کوچکی از توابع بخش مرکزی شهرستان پارسیان در استان هرمزگان واقع در جنوب ایران بوده‌است که هم‌اکنون محله‌ای از شهر پارسیان است.

## محدوده پارسیان (شامل محله احشام)
از شمال کوه، از جنوب دشتی، از مغرب میلکی، و از سمت مشرق به بهده محدود می‌گردد.

## جمعیت
این روستا به محله‌ای از شهر پارسیان تبدیل شده‌است و جمعیت مستقلی ندارد.

## آثار
در حدود ۶۰ خانه قدیمی وجود دارد که از سنگ وکاه وگل ساخته شده‌است، آثار ارگی بزرگ در جنوب دهستان باقی‌مانده‌است که در دوران گذشت مقر حاکم بوده‌است، ابراهیم الکاریانی یکی از علماء برجسته آن دوران در این روستا زندگی می‌کردند.

## کشاورزی
در این روستا مزارع نخیل و نخلستان‌های وسیعی وجود داشته‌است. آب زیر زمینی اش شیرین است و محصول های زراعتی فراوانی مانند: جو و گندم، و عدس و لوبیا، و نخود، و غله کشت می‌شود، همچنین در حدود ۶۰۰ اصله نخل دیم داشته‌است که از ثمر آن مرغوب‌ترین انواع خرما در منطقه بدست می‌آمده‌است.